# La Vicomté-sur-Rance
La Vicomté-sur-Rance (tiếng Breton: Kerveskont) là một xã của tỉnh Côtes-d’Armor, thuộc vùng Bretagne, tây bắc Pháp.

## Dân số
Người dân ở La Vicomté-sur-Rance được gọi là Vicomtois.